# Nagy Zsigmond (református lelkész)
Nagy Zsigmond (Szolnok, 1860. április 25. – Debrecen, 1922. április 18.) református lelkész, egyházi író, fordító.

## Pályája
Szegény iparos szülők fia. A gimnázium négy alsó osztályát szülővárosában, a négy felsőbbet Kecskeméten végezte. Teológiai tanulmányait Budapesten kezdte és az Utrechti Egyetemen folytatta, ahol holland nyelven tett vizsgát; utána a teológiát Nagyenyeden fejezte be. 1883-ban algimnáziumi tanári oklevelet és papi oklevelet szerzett. Ezután visszatért az utrechti egyetemre, ahol teológián kívül német irodalommal és filozófiával is foglalkozott. 1884. júniusi hazatérése után Nagyszebenben helyettes lelkész, 1885. szeptembertől Kunszentmiklóson tanár volt. Közben lefordította Klapka György német nyelvű emlékiratának első és második részét. 1886-ban vallástanárrá nevezték ki; egyúttal beiratkozott az egyetem bölcsészkarára, ahol 1893-ban bölcsészdoktori oklevelet szerzett. 1887-ben kőbányai helyettes lelkész, 1888. január 1. és 1890. június 30. között a nagykőrösi gimnázium tanára; utána nyugalomba vonulásáig (1914) a debreceni református gimnázium tanára volt, ahol latin és német nyelvet tanított.
Nagy Zsigmond javasolta napirendre tűzni a debreceni egyetem kérdését. Irodalomtörténeti és fordítói munkássága mellett sokat tett a holland és magyar református egyház kölcsönös megismertetéséért.
Cikkei jelentek többek között a Budapesti Hírlapban (1883–1884-ben, Hollandiát ismertető tárcák); teológiai cikkei a Protestáns Egyházi és Iskolai Lapban,  az Erdélyi Protestáns Közlönyben; az Egyetemes Philologiai Közlönyben (1896: Terentius és a római vígjáték). Szerkesztette a Debrecen-Nagyváradi Értesítőt (1891. augusztustól 1892. októberig) és a Debrecen című politikai lapot.

## Munkái
- De hongaarsche Hervormde kerk in hare hedendaagsche organisatie. Utrecht, 1884. (A magyar reformált egyház mai szervezetében).
- Mededeelingen uit de hongaarsche Herformde kerk. Utrecht, 1886–1887. Két füzet. (Közlemények a magyar református egyház köréből).
- Schiller "Haramjái". Debrecen, 1893.
- A németalföldi irodalom története. Budapest, 1907.  INː Egyetemes irodalomtörténet
- A vallás gyümölcse (Opzoomer után hollandból ford.). Budapest, 1908.
- Lucifer (Szomorújáték Van den Vondel után hollandból ford.). Budapest, 1913.
- A modern morál (Bavinck után hollandból ford.). Budapest, 1922.
- A biblia nőalakjai (Kuyper után hollandból ford.). Budapest, 1923.